# 네이버 웨이브
네이버 웨이브(Naver WAVE) 또는 클로바 웨이브(Clova WAVE, クローバ・ウェーブ)는 LINE이 개발한 스마트 스피커이다. WAVE로는 같은 회사인 대한민국의 네이버가 개발한 가상 비서 네이버 클로바를 탑재하고 있다. 아마존 에코나 구글 홈 등의 타사의 스마트 스피커와 마찬가지로 음성으로 조작이 가능하다.

## 특징

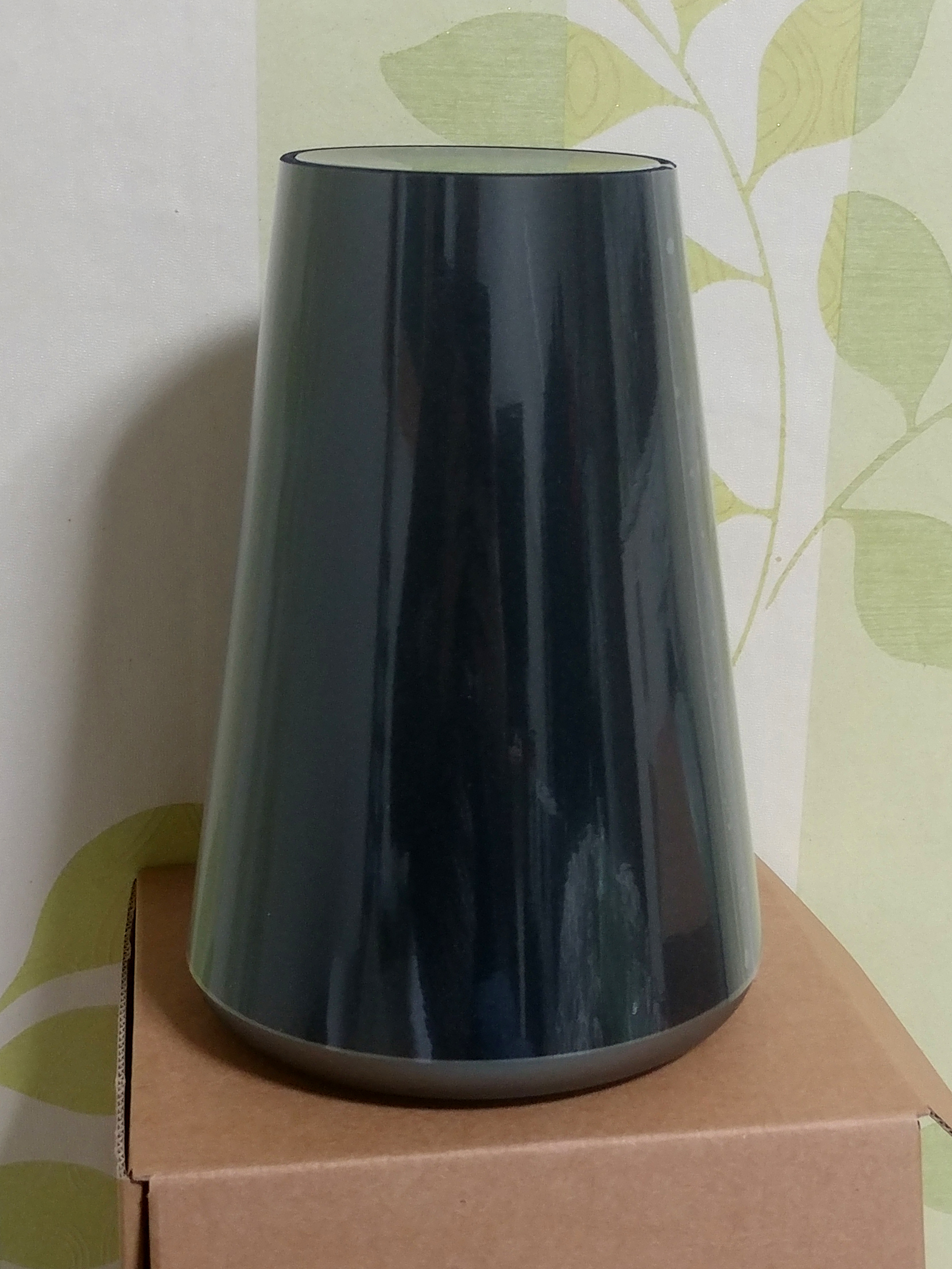
네이버 웨이브

음성 조작이나 네이버 뮤직(일본은 라인 뮤직)에서 제공하는 노래를 재생할 수 있다.

### 가능한 기능
- 음악 재생
  - 대한민국에서는 네이버 뮤직, 지니 뮤직, 벅스를 통해서 들을 수 있다.
  - 일본에서는 라인 뮤직을 통해서 들을 수 있다.
- 동화 및 동요 듣기
- 라인 (일본에서만 지원)
  - 라인 가족 계정으로 등록 가능
  - 메시지 보내기 및 읽기
  - 무료 전화 (웨이브는 미지원)
- 라디오 청취
  - 일본에서만 지원하며 radiko와 연계된다.
- 브리핑
- 오늘의 운세
- 음성으로 가전 제품 조작
- 음성으로 주문하기
  - 대한민국의 클로바 프렌즈에서만 지원한다.
- 뉴스 읽기
- 인물, 단어, 사물 등 검색
- 알람, 일정, 타이머 설정
- 파파고 번역
  - 총 3개국어(일본어(일본은 한국어), 영어 중국어)로 번역을 해준다.
  - 단, 외국어에서 소속 국가 언어로의 번역은 지원하지 않는다.

## 관련 기기

### 네이버 프렌즈
라인의 캐릭터를 모티브로 한 스피커로 무게는 378g으로 네이버 웨이브보다 가볍지만 적외선에 의한 가전제품의 조작 기능은 생략되어 있다.